# 千代の山雅信
千代の山 雅信（ちよのやま まさのぶ、1926年6月2日 - 1977年10月29日）は、北海道松前郡福島町出身で出羽海部屋に所属した大相撲力士。第41代横綱。本名は杉村 昌治（すぎむら まさはる）。

## 来歴

### 入門〜平幕時代
はじめは大横綱双葉山定次への入門を希望していたが、周囲から「双葉山に勝てる男になれ」と言われたため1942年に出羽海部屋へ入門した。入門当初から横綱を期待されていたため、杉村が相撲部屋へ入門しただけで地元紙の記事になった。当時は食糧難の時代だったにもかかわらず、出羽海の方針でただ一人、腹一杯の食事を与えられるほどの逸材だった。当時のあだ名は、迫力ある立合いのぶつかる音から取られた「ドン」であった。
双葉山が1945年に引退したため、双葉山との対戦は叶わなかったが、新入幕の1945年11月場所で10戦全勝を記録した。これによって16尺土俵と15尺土俵の両方で全勝を記録した力士の一人となった。羽黒山政司も10戦全勝だったので、当時の番付上位者優勝制度により優勝こそ逃したものの、恐るべき力士として印象付けられた。戦後の食糧難の中でベテランたちが次々と引退し、1947年夏場所の時点で部屋の幕内力士が9人にまで減少した中で、千代の山も復活への大黒柱として期待された。

### 大関昇進
そうした中、千代の山は1949年10月場所に大関へ昇進し、その場所は13勝2敗で北海道出身力士としての初優勝を挙げた。千代の山は翌場所も12勝3敗で連覇を達成するが、前田山英五郎のシールズ事件を始めとする当時の横綱陣への批判が渦巻いていた煽りを受け、不運にも横綱昇進は見送られた。これは、玉錦三右エ門が大関で3連覇しながら横綱昇進を果たせなかったこと以来であった。

### 横綱昇進〜引退へ
1951年5月場所を14勝1敗で3度目の優勝を挙げ、ようやく横綱へ昇進した。時を同じくして、横綱免許の権限を持っていた吉田司家の24世吉田長善による不祥事のため、免許権限が相撲協会に移行しており、千代の山は協会が独自に推挙した最初の横綱となった。
念願の横綱に昇進した千代の山だったが、昇進後も新入幕の頃より全く体重が増えず思うような成績を暫く残せずに苦労していた。1953年1月場所は1勝1敗で途中休場から再出場で4勝4敗7休、3月場所は5日目で1勝4敗から休場と、2場所連続途中休場という成績不振の理由により、千代の山自ら「大関の地位からやり直しさせて欲しい」と異例の横綱返上を申し出た。だが、当時の千代の山は横綱・大関陣で一番若かったため、協会は再起に期待の方針を出してこれを認めなかった（これ以降、返上・降格を申し出た横綱は存在しない）。協会の激励を受けた千代の山は同年5月場所も全休の後、同年9月場所では11勝を挙げ復活。そして1955年1月・3月場所で2連覇を果たし、さらに1957年1月場所には自身唯一の全勝優勝を達成した。
しかし、千代の山は新弟子時代の稽古中に膝へ重症の関節炎を患い、骨に穴を開けて膿を抜く手術を受けた影響でこれ以降は一時代を築けなかった。さらに場所中に独走すると強いものの他力士との混戦時は苦手だったらしく、1958年には僅差で優勝を3度逃す（3場所連続）ことがあり、結果的に1957年1月場所の全勝優勝が千代の山の最後の天皇賜杯となった。
優勝は6回であったが、新入幕時代には羽黒山と同じ10戦全勝を記録しつつ番付上位優勝制度によって逃したことがあるため、実質は7回といえる（うち全勝2回）。得意は突っ張りと右四つ、寄り。脇が堅く、相手に容易に左を差させなかった。また突っ張りの強烈さは並外れており、「太刀山の再来」とも評された。突っ張りの稽古台にされた栃錦清隆の歯が歪んだほどであるほど、非常に稽古熱心だった。最盛期でも192cm・120kg（112kgとの説もある）の細身ながら筋骨隆々とした体型で「鉄骨のやぐら」と称された。なお、現役横綱であったときに後の北の富士をスカウトしており、後の独立に際しては北の富士は九重（千代の山）に従うこととなった。
1959年1月場所限りで引退し、年寄・九重を襲名した。横綱在位数32場所は、それまでの羽黒山政司の30場所を超える当時歴代1位の記録だった。千代の山が土俵を去ったことで、1900年1月場所に常陸山谷右エ門が関脇に昇進してから60年間・138場所に渡って誰かが三役力士を務めていた出羽海部屋から三役力士が消滅した。

### 名跡継承問題〜出羽海一門破門

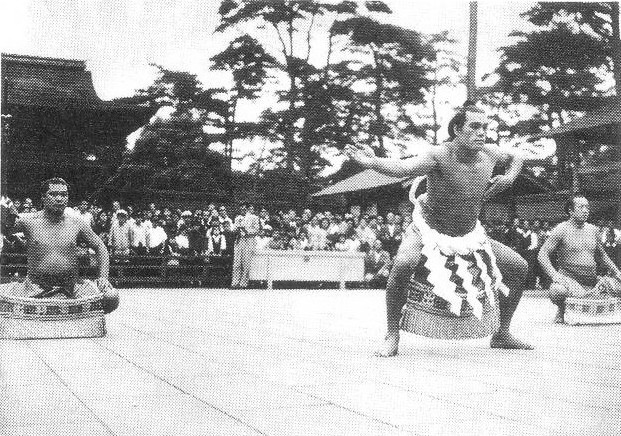
横綱授与式で土俵入りを披露する千代の山
（1951年6月8日、明治神宮）。

1960年に九重の師匠である出羽海が亡くなると、九重も後継者候補として名乗りを上げた。出羽海は亡くなる寸前に「九重（千代の山）に継がせたかった」という遺言を残したと言われたが、確証がないため武藏川が継承した。出羽海は、この3年前の自殺未遂事件の時にも九重を後継者に指名した遺書を書いていたと言われるが、一命を取り止めたことでこの遺書は破棄された。
1965年5月、柏戸剛・大鵬幸喜・北の富士勝昭と共に拳銃をハワイから密輸入したことによりその証拠隠滅を図ろうと廃棄していたことが発覚し書類送検されたが、日本相撲協会からの処分はなかった。
出羽ノ花の次代の「出羽海」こそは、九重だと本人も周囲も思っていたが後に佐田の山晋松が出羽海の婿養子となり、しかも出羽海が部屋の土地・建物全てを「佐田の山」名義に書き換えていた。このため九重は自分が継承することはないと判断し、大阪春場所の協会木戸御免である光恵夫人の父である大阪の大料亭経営者・伊藤作之進のバックアップを受け、1967年1月場所後に常陸山以来の分家独立不許という不文律に悩みながら申し出ると、弟子13名中10名までを連れて独立することを許された。しかし弟子もろとも出羽海一門から破門されたため、高砂一門へ移籍することになった。

### 九重部屋独立〜死去
独立後、最初の場所だった1967年3月場所には愛弟子で大関の北の富士勝昭が初優勝を挙げたほか、これまた十両でも愛弟子の松前山武士が優勝した。その後は北の富士を横綱に、独立時の弟子から北瀬海弘光を関脇に育てた。それ以外にも、出身地も卒業した小学校も同じで後に史上最強の小兵横綱とも言われる千代の富士貢をスカウトした。一方で、協会内においては独立・破門時に委員への降格を余儀なくされていたが、1976年には協会の役員待遇に昇格した。この昇格は理事長として2期目を迎えたかつての稽古相手・春日野の温情によるものだと言われている。
その後は千代の富士を幕内力士まで育て上げたが、九重もこの頃から急激に体調を崩すようになった。九重はやがて肺ガンと診断（当時は、ガンの場合九重本人に告知されなかった）されて入院するが、千代の富士の新三役昇進を見ることなく1977年10月29日、51歳でその生涯を閉じた。

### 北の富士の継承〜千代の富士の昇進
九重の死後、九重部屋は独立して井筒部屋を興していた北の富士が両部屋合同の形で継承した。1981年1月場所後、千代の富士が大関昇進、同年7月場所後に横綱昇進を果たした。なお、大関・横綱昇進伝達式の際、通常は力士本人と師匠夫妻が揃って出席するが、千代の富士の場合は九重親方（元北の富士）の配慮により、千代の山の未亡人が北の富士と共に同席していた（九重親方は、当時独身で妻がいなかったため、その代わりに千代の山の未亡人に立ち会ってもらったと語っている）。

## 人物・エピソード
- 師匠譲りの達筆で知られ、「九重部屋」の初代看板は千代の山自らの手書きによるものだった。現在、この看板は故郷である福島町の横綱千代の山・千代の富士記念館に展示されている。
- 元々野放図な性格であると伝わっており、人の好い千代の山は中身がわかっているからと言って7代出羽海が死去した際には、遺書を燃やす不手際を働いた説がある[9]。
- 独立当初は部屋経営に苦しみ、既に横綱に昇進していた北の富士と巡業で布団を譲り合う時期もあったという[9]。同時期、稽古場は蔵前国技館の相撲教習所を借り、在京中部屋の力士達は夫人の経営する料亭「花月」の敷地内で寝泊まりしたという[2]。
- 出羽海部屋付き時代、千代の山は別格のしゃべり好きで知られており、北の富士は給仕をしながら2時間ほど話を聞くことがあったが北の富士は「話が面白いから、2時間ぐらいあっという間」と振り返っている。北の富士は千代の山から酒の飲み方、女性との付き合い方、贔屓筋との付き合い方などを教わったが、北の富士曰く「本に出せないような話が多いです（笑）」[10]。
- 横綱時代に使用していた化粧廻しには葛飾北斎の『富嶽三十六景 神奈川県沖浪裏』が、太刀持ち・露払いのものには俵屋宗達の「風神雷神図」が描かれている[11]。
- 大酒飲みで知られ、ある時サッポロビール園でビールを大ジョッキ30杯飲んだ。最後の入院の前日はおかみ(妻)とウイスキーを1本空け、病室のベッドの下からビール缶が何本も出てきた。最期の言葉は「てっぽう柱はどこだ」だったという[12]。
- 東京大学名誉教授で政治学者・歴史学者の北岡伸一は、2024年8月2日付日本経済新聞朝刊『私の履歴書』で、幼少期に、故郷の奈良県吉野郡上市を巡業で訪れた大関時代の千代の山に抱かれた経験があったことを記述している[13]。

## 主な成績

### 通算成績
- 通算成績：407勝158敗2分147休 勝率.720
- 幕内成績：366勝149敗2分147休 勝率.711
- 横綱成績：239勝103敗1分137休 勝率.699
- 幕内在位：46場所
- 横綱在位：32場所（当時歴代1位、現在歴代11位）
- 大関在位：6場所
- 三役在位：4場所（関脇4場所、小結なし）

### 各段優勝
- 幕内最高優勝：6回（全勝優勝1回）(1949年10月場所、1950年1月場所、1951年5月場所、1955年1月場所、1955年3月場所、1957年1月場所)

同点：1回（全勝）
次点：8回
- 十両優勝：2回（1944年11月場所、1945年6月場所）

### 三賞・金星
- 三賞：2回
  - 殊勲賞：1回（1949年5月場所）
  - 敢闘賞：1回（1948年10月場所）
- 金星：3個（羽黒山政司・前田山英五郎・照國万蔵）

### 場所別成績
| 1942年 （昭和17年） | （前相撲）         | 西新序 4–0            | x                      |
| 1943年 （昭和18年） | 東序二段37枚目 8–0 | 西三段目17枚目 5–3    | x                      |
| 1944年 （昭和19年） | 西幕下46枚目 6–2   | 西幕下12枚目 4–1      | 西十両13枚目 優勝 8–2  |
| 1945年 （昭和20年） | x                  | 東十両2枚目 優勝 6–1  | 東前頭10枚目 10–0 旗手 |
| 1946年 （昭和21年） | x                  | 国技館修理 のため中止 | 東前頭筆頭 10–3        |
| 1947年 （昭和22年） | x                  | 西関脇 0–0–10         | 西前頭筆頭 8–3 ★       |
| 1948年 （昭和23年） | x                  | 西関脇 4–6 （引分1）  | 西前頭筆頭 8–3 敢★     |
| 1949年 （昭和24年） | 西関脇 8–5         | 東関脇 12–3 殊        | 西大関 13–2            |
| 1950年 （昭和25年） | 東大関 12–3        | 東大関 9–6            | 東大関 11–4            |
| 1951年 （昭和26年） | 東大関 8–7         | 東大関 14–1           | 西張出横綱 9–6         |
| 1952年 （昭和27年） | 西張出横綱 13–2    | 西横綱 10–5           | 西横綱 11–4            |
| 各欄の数字は、「勝ち-負け-休場」を示す。 優勝 引退 休場 十両 幕下 三賞：敢=敢闘賞、殊=殊勲賞、技=技能賞 その他：★=金星 番付階級：幕内 - 十両 - 幕下 - 三段目 - 序二段 - 序ノ口 幕内序列：横綱 - 大関 - 関脇 - 小結 - 前頭（「#数字」は各位内の序列） |                    |                       |                        |

| | 一月場所 初場所（東京） | 三月場所 春場所（大阪） | 五月場所 夏場所（東京） | 七月場所 名古屋場所（愛知） | 九月場所 秋場所（東京）   | 十一月場所 九州場所（福岡） |
| --- | ----------------------- | ----------------------- | ----------------------- | --------------------------- | ------------------------- | --------------------------- |
| 1953年 （昭和28年） | 東横綱 4–4–7            | 東張出横綱 1–5–9        | 東張出横綱 休場 0–0–15  | x                           | 西張出横綱 11–4           | x                           |
| 1954年 （昭和29年） | 西横綱 10–5             | 東張出横綱 10–5         | 西横綱 12–3             | x                           | 東横綱 12–3               | x                           |
| 1955年 （昭和30年） | 東横綱 12–3             | 東横綱 13–2             | 東横綱 8–7              | x                           | 東張出横綱 10–4 （引分1） | x                           |
| 1956年 （昭和31年） | 西横綱 4–1–10           | 西張出横綱 8–7          | 西張出横綱 11–4         | x                           | 東横綱 休場 0–0–15        | x                           |
| 1957年 （昭和32年） | 西張出横綱 15–0         | 東横綱 10–5             | 東張出横綱 休場 0–0–15  | x                           | 西張出横綱 5–8–2          | 西張出横綱 休場 0–0–15      |
| 1958年 （昭和33年） | 西張出横綱 12–3         | 東横綱 12–3             | 東横綱 12–3             | 西横綱 休場 0–0–15          | 東張出横綱 1–4–10         | 東張出横綱 休場 0–0–15      |
| 1959年 （昭和34年） | 東張出横綱 引退 3–3–0   | x                       | x                       | x                           | x                         | x                           |
| 各欄の数字は、「勝ち-負け-休場」を示す。 優勝 引退 休場 十両 幕下 三賞：敢=敢闘賞、殊=殊勲賞、技=技能賞 その他：★=金星 番付階級：幕内 - 十両 - 幕下 - 三段目 - 序二段 - 序ノ口 幕内序列：横綱 - 大関 - 関脇 - 小結 - 前頭（「#数字」は各位内の序列） |                         |                         |                         |                             |                           |                             |

### 幕内対戦成績
| 力士名 | 勝数 | 負数 | 力士名     | 勝数  | 負数 | 力士名   | 勝数 | 負数 | 力士名       | 勝数 | 負数 |
| ------ | ---- | ---- | ---------- | ----- | ---- | -------- | ---- | ---- | ------------ | ---- | ---- |
| 愛知山 | 2    | 0    | 朝汐(米川) | 9     | 9(1) | 東富士   | 9    | 8    | 荒岩(若ノ海) | 4    | 0    |
| 安念山 | 8    | 3    | 岩風       | 0     | 1    | 大内山   | 15*  | 9    | 大ノ海       | 3    | 0    |
| 大昇   | 7    | 0    | 大蛇潟     | 4     | 0    | 海山     | 4    | 0    | 鏡里         | 8    | 15   |
| 柏戸   | 2    | 0    | 神風       | 8(1)  | 1    | 北の洋   | 9(1) | 2    | 清恵波       | 2    | 0    |
| 九ヶ錦 | 1    | 0    | 九州錦     | 4     | 0    | 国登     | 8    | 3(2) | 高津山       | 9    | 0    |
| 琴ヶ濱 | 13   | 4    | 琴錦       | 8     | 7    | 佐賀ノ花 | 7    | 4※   | 潮錦         | 6    | 1(1) |
| 嶋錦   | 4    | 0    | 清水川     | 13    | 2    | 立田野   | 1    | 0    | 玉乃海       | 12   | 3    |
| 鶴ヶ嶺 | 8    | 1    | 鶴ヶ嶺     | 1(1)  | 0    | 照國     | 5    | 4    | 輝昇         | 6    | 2    |
| 十勝岩 | 3    | 1    | 時津山     | 12*   | 6    | 時錦     | 2    | 1    | 名寄岩       | 8    | 2(1) |
| 羽黒山 | 6    | 6    | 備州山     | 9     | 1    | 広瀬川   | 2(1) | 0    | 房錦         | 1    | 2    |
| 二瀬川 | 1    | 0    | 二瀬山     | 2     | 2    | 双ツ龍   | 8    | 2    | 双見山       | 2    | 0    |
| 不動岩 | 6    | 2    | 前田山     | 2     | 1    | 松登     | 9    | 11   | 三根山       | 16   | 9    |
| 緑島   | 2    | 0    | 宮錦       | 4     | 0    | 吉葉山   | 11   | 8    | 力道山       | 5    | 3    |
| 若潮   | 1    | 0    | 若瀬川     | 14(1) | 3(1) | 若秩父   | 0    | 1    | 若乃花(初代) | 15   | 8※   |
| 若羽黒 | 7    | 0    | 若葉山     | 11    | 0    | 若前田   | 6    | 1    |              |      |      |

- 他に優勝決定戦で大内山と時津山に各1勝がある。

さらに、佐賀ノ花と若乃花に各1引分がある。

### 演じた俳優
- 竜雷太 - 花王ファミリースペシャル『千代の富士物語』